# Toshihiko Okimune
Toshihiko Okimune (jap. 沖宗 敏彦, Okimune Toshihiko; * 7. September 1959 in der Präfektur Hiroshima) ist ein ehemaliger japanischer Fußballspieler.

## Nationalmannschaft
1981 debütierte Okimune für die japanische Fußballnationalmannschaft. Okimune bestritt zwei Länderspiele. Mit der japanischen Nationalmannschaft qualifizierte er sich für die Junioren-Fußballweltmeisterschaft 1979.